# Robert Whittaker (MMA)
Robert John Whittaker (Auckland, 20 december 1990) is een Australisch MMA-vechter. Hij was van 7 december 2017 tot en met 5 oktober 2019 wereldkampioen middengewicht (tot 84 kilo) bij de UFC.

## Carrière
Whittaker werd geboren in Nieuw-Zeeland als zoon van een Engels-Australische vader en een Nieuw-Zeelandse moeder van Maori-Samoaanse afkomst. Hij was een maand oud toen zijn ouders met hem naar Australië verhuisden. Toen hij zes jaar oud was, schreef zijn vader hem in bij een karateschool. Whittaker haalde binnen acht jaar zijn zwarte band en stapte toen over naar hapkido. De school waar hij hiervoor trainde, veranderde zichzelf na verloop van tijd in een MMA-school. Whittaker ging hierin mee en richtte zich vanaf dat moment op mixed martial arts. Voor hij prof werd, verdiende hij de kost als metselaar.

### Eerste jaren
Whittaker maakte in 2009 zijn profdebuut in MMA als weltergewicht (tot 77 kilo) met een overwinning op mede-debutant Chris Tallowin. Hij sloeg zijn tegenstander binnen een ronde technisch knock-out (TKO). Ook zijn volgende zes gevechten won hij voor het einde van de eerste ronde, door middel van een knock-out (KO), verwurging of armklem. Hoon Kim was in oktober 2011 de eerste die hem versloeg, door middel van een verwurging.

### UFC
Whittaker nam in 2012 deel aan het televisieprogramma The Ultimate Fighter: The Smashes, een  spin-off van The Ultimate Fighter. Hierin plaatste hij zich via een afvaltoernooi voor de finale van het evenement, wat voor hem zijn UFC-debuut betekende. Hij won hierin na drie volle ronden van vijf minuten van Brad Scott op basis van een unanieme jurybeslissing. Whittaker won ook zijn tweede partij binnen de UFC, maar verloor er daarna twee op rij (van Court McGee en Stephen Thompson).

### Kampioen
Whittaker herstelde zich van de dubbele tegenslag met zeven overwinningen op rij. De eerste daarvan was zijn laatste gevecht binnen het weltergewicht. Daarna stapte hij over naar het middengewicht. Hij won van achtereenvolgens Mike Rhodes, Clint Hester, Brad Tavares, Uriah Hall, Rafael Natal, Derek Brunson en voormalig Strikeforce-kampioen Ronaldo Souza. Hiermee verdiende hij een kans om te vechten om de interim-titel in het middengewicht, tegen Yoel Romero. Dit gevecht vond plaats in juli 2017. Whittaker won na vijf volle ronden van vijf minuten op basis van een unanieme jurybeslissing. Georges St-Pierre onttroonde vier maanden later de algehele kampioen in het middengewicht, Michael Bisping, maar besloot in december om de gewichtsklasse te verlaten. Interim-kampioen Whittaker werd op 7 december 2017 vervolgens benoemd tot algeheel kampioen.
Whittaker zou zijn titel op 11 februari 2018 voor het eerst verdedigen, tegen Luke Rockhold. Hij zegde een maand van tevoren alleen geblesseerd af. Hij zou zijn titel vervolgens op 9 juni 2018 voor het eerst verdedigen. Deze keer lukte het zijn tegenstander Romero niet om op het juiste gewicht te komen. Het gevecht ging alsnog door, maar dan zonder de titel als inzet. Whittaker werd na vijf ronden van vijf minuten tot winnaar verkozen op basis van een verdeelde jurybeslissing. Ook de derde poging om Whittaker voor het eerst zijn titel te laten verdedigen viel in het water. Kelvin Gastelum zou op 10 februari 2019 zijn tegenstander zijn. Whittaker trok zich deze keer een dag van tevoren terug vanwege een hernia. Whittaker stapte uiteindelijk op 5 oktober 2019 voor het eerst de ring in om zijn titel te verdedigen. Dit lukte hem niet. Israel Adesanya sloeg hem in de tweede ronde van hun partij knock-out.
Na het verlies van zijn titel won Whittaker van Darren Till, Jared Cannonier en Kelvin Gastelum, drie keer op basis van een anonieme jurybeslissing. De UFC gunde hem daarna een nieuwe kans op de UFC-titel middengewicht. Hij bleef deze keer vijf ronden op de been tegen Adesanya, maar de jury wees na afloop van de partij zijn tegenstander unaniem aan als winnaar. Whittaker won in september 2022 van Marvin Vettori en mocht het in juli 2023 opnemen tegen Dricus du Plessis. De winnaar van dat gevecht zou een titelgevecht verdienen. Whittaker ging halverwege de tweede ronde technisch knock-out. Hij hervatte zijn carrière in 2024 met overwinningen op Paulo Costa en Ikram Aliskerov.